# Крыша (гора)
Кры́ша — гора острова Ратманова; его высочайшая точка, 505 м, а также высочайшая точка всей группы островов Диомида. Административно находится в Чукотском районе Чукотского автономного округа России.
Крыша находится на маленьком хребте, образованном двумя скатами (малым южным и продолжительно-пологим северным).
С горы просматривается огромная акватория Берингова пролива, что представляет ценность для орнитологов, биологических океанологов и пограничников.
У вершины лежат обломки разбившегося советского Ли-2. Также на южном склоне имеется несколько строений.